# ポルシェ・936

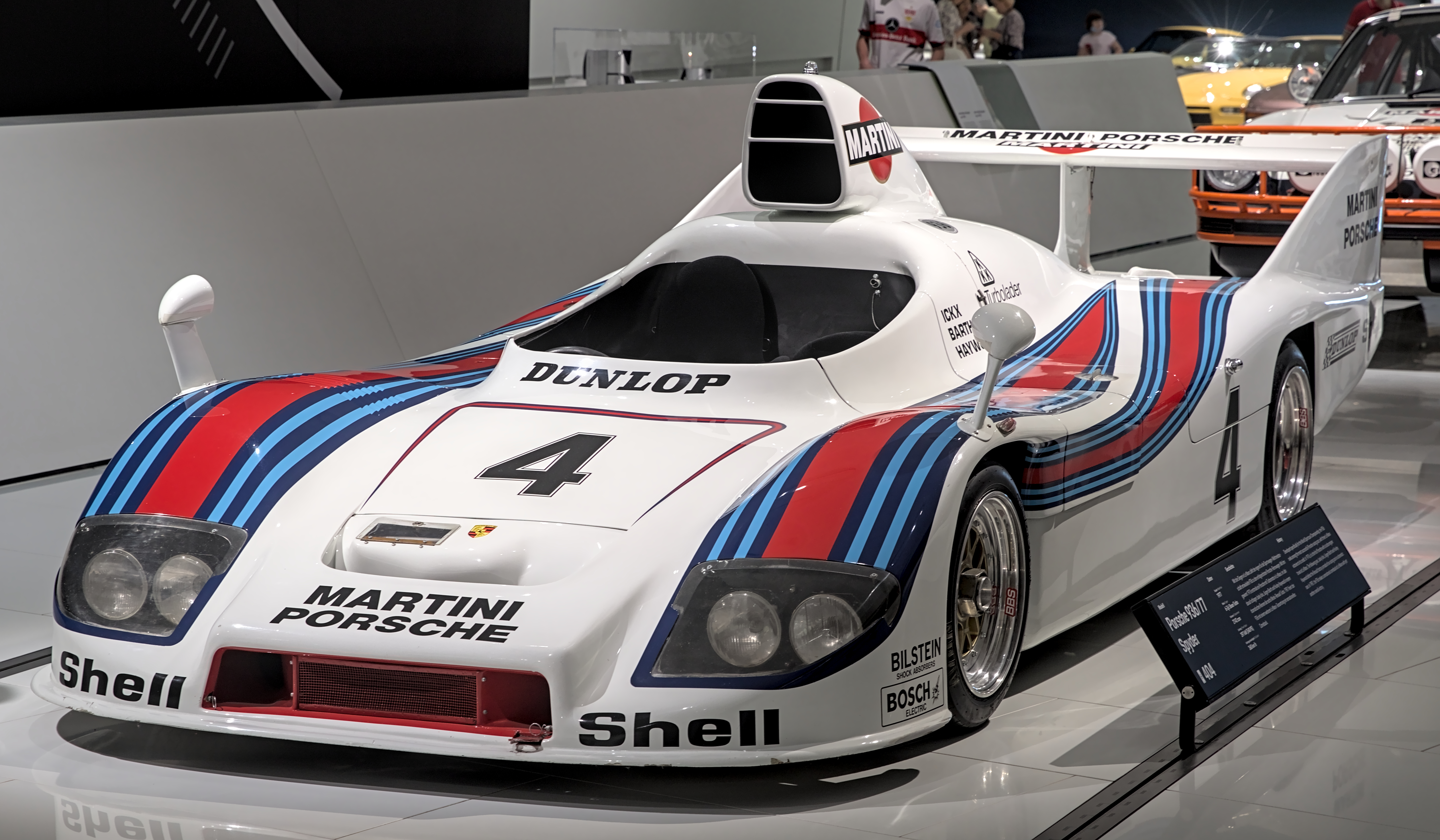
ポルシェ・936

ポルシェ・936（Porsche 936 ）は、国際自動車連盟（FIA）が1976年当時定める二座席レーシングカー（競技車両B部門第6グループ）規定に合わせポルシェが製作したレーシングカーである。デビューは1976年。

## 概要

### エンジン
1974に走った911カレラRSRターボのエンジンを再利用。レギュレーションのターボ係数×1.4で3リットルに収まるよう排気量2,142ccで製作された。空冷の水平対向6気筒エンジンにシングルターボと2バルブで540馬力（403kW）を発生する。

### シャーシ
オープントップで2人乗り形式の車両はシャーシベースをポルシェ・917と共用し、他の部品も917から流用している。エンジンの上部にある空気取り入れ口はターボエンジンの空気取り入れ口であったが基本的に役に立たず、主にインタークーラー用に使用された。デビュー戦ニュルブルクリンク時のリアウィングは、1976年のGr.6規定に合わせて80センチメートルの高さであったが、ルノーが1975年のGr.5規定の100センチメートルのままで強行出場。次戦モンツァから、936も100センチメートルに継ぎ足した。

## 派生車
1982年に新しいカテゴリとしてグループCがスタートし、ワークスはポルシェ・956を使用したが、クレマー・レーシングやヨースト・レーシングは956を受領するのに1983年まで待たなければならなかった。そのため、この二つのチームはグループCのレギュレーションに合わせるため936に屋根を取り付け、新しいボディシェイプの車を製作した。ヨーストレーシングが作成した車は「936C」、クレマーレーシングの車は「CK5」と名づけられた。

## レースでの実績

### ル・マン24時間レース
ル・マン24時間レースには1976年から1981年までエントリーした。
- 1976年のル・マン24時間レースではジャッキー・イクス／ジィズ・ヴァン・レネップ組が優勝した[2]。
- 1977年のル・マン24時間レースではジャッキー・イクス／ユルゲン・バルト／ハーレイ・ヘイウッド組が優勝した[2]。
- 1978年のル・マン24時間レースでは2位を獲得した。[注釈 1]
- 1980年のル・マン24時間レースでも2位を獲得した。
- 1981年のル・マン24時間レースではジャッキー・イクス／デレック・ベル組が936/81で総合優勝した[2]。

## 引退・後継車
1981年の優勝車を使用して新型の排気量2,650ccの935/76型エンジンテストを行ない、1982年に後継車ポルシェ・956に譲った。